# چیما کوپی
چیما کوپی (ایتالیایی: Cima Coppi) بلندترین نقطه‌ای است که رکابزنان شرکت کننده در جیرو دیتالیا از آن می‌گذرند. در هر دوره، کوهستانی که این عنوان به آن داده می‌شود بیشترین امتیاز را در رده‌بندی کوهستان به خود اختصاص می‌دهد.

## تاریخچه
این درجه‌بندی در جیرو دیتالیای ۱۹۶۵ به افتخار فائوستو کوپی که پنج بار برندهٔ جیرو و سه بار برندهٔ رده‌بندی کوهستان شده‌بود، معرفی شد. نخستین بار ویچنزو توریانی، مدیر مسابقهٔ وقت، در ۲۲ آوریل ۱۹۶۵ اعلام کرد امتیاز بالاترین سربالایی مسابقه، دو برابر امتیازات رده‌بندی کوهستان است. او ابتدا تمایل داشت جایزهٔ زمانی برای نخستین کسانی که از آن می‌گذرند، اعطا شود؛ ولی پس از بحث‌های فراوان، ترجیح داد امتیاز آن را بیشتر کند.
موقعیت چیما کوپی در سال‌های مختلف، متفاوت است و به مسیر مسابقه وابسته است؛ ولی بالاترین نقطه‌ای که تاکنون جیرو از آن گذشته‌است، گردنهٔ استلویو به ارتفاع ۲۷۵۸ متر است. این گردنه تاکنون در چند دوره از جیرو مورد استفاده قرار گرفته‌است. در چند دورهٔ دیگر نیز جزء مسیر مسابقه بوده‌است؛ ولی به دلیل شرایط آب‌وهوایی، تغییراتی در مسیر پدید آمده‌است و اثراتی در طراحی چیما کوپی داشته‌است.